# 奎奎
奎奎（英語：Kwekwe、或）是津巴布韋中部的城市，也是全國的中心點，與東北哈拉雷或西南布拉瓦約的距離相若。座標18°55′S 29°49′E / 18.917°S 29.817°E。
奎奎在1898年成立，當時仍是金礦小鎭，有人認為城市名稱是來自鄰近河流青蛙的叫聲。2012年人口100,900，是鋼鐵業和肥料製造中心。